# Thomas Francis Carney
Thomas Francis Carney (* 7. Februar 1931 in Brooklyn, New York City; † 25. Dezember 2006 in Victoria, British Columbia) war ein britisch-kanadischer Althistoriker und Kommunikationswissenschaftler.

## Leben
Thomas Francis Carney wuchs in Großbritannien auf. Er besuchte St. Francis Xavier’s College in Liverpool und studierte anschließend Geschichte an den Universitäten zu Hull, London und Pretoria. Ab 1953 lehrte er als Dozent am Victoria College in Wellington. 1957 wechselte er an das University College of Rhodesia and Nyasaland, die spätere University of Zimbabwe. Forschungsaufenthalte führten ihn an die Universität Wien (November 1958 bis Februar 1959) und an die Universität Pisa (November 1959 bis März 1960), an die er später als Gastprofessor zurückkehrte. 1961 wurde er zum Associate Professor of Classics ernannt. Von November 1961 bis Februar 1962 hielt er sich an der British School of Archaeology at Athens auf.
Nachdem Carney seine Stelle in Rhodesien 1965 aufgegeben hatte, ging er an die University of Manitoba in Winnipeg (Kanada). Hier wandelte er seinen Forschungskreis von historischen zu systematischen Themen. Er verfasste ein methodisches Handbuch für Geschichtsstudenten und Studien zur Schreibdidaktik und zur Kommunikationswissenschaft. Schließlich wechselte er als Professor der Kommunikationswissenschaft an die University of Windsor. Dort erhielt er 1987 den Alumni Award for Distinguished Contributions to University Teaching.

## Schriften (Auswahl)
- A Biography of C. Marius: an inaugural lecture given in the University College of Rhodesia and Nyasaland. Salisbury 1961
- A Catalogue of the Roman and Related Foreign Coins in the Collection of Sir Stephen Courtauld at the University College of Rhodesia and Nyasaland. Salisbury 1963
- Hecyra: Edited with a commentary. Salisbury 1963
- Systems analysis and the fall of Rome. Winnipeg 1967
- Bureaucracy in Traditional Society: Romano-Byzantine Bureaucracies viewed from within. Drei Bände, Lawrence 1971
- Johannes Laurentius Lydus / On the magistracies of the Roman constitution. Lawrence 1971
- The shape of the past: models and antiquity: an anti-text book. Lawrence 1971
- Content Analysis: A Technique for Systematic Inference from Communications. Winnipeg 1972
- The economies of antiquity. Lawrence 1973
- Historical methods: a reader. Winnipeg 1976
- Writing a letter of resignation. Toronto 1981
- Qualitative methods in communication studies: a new paradigm research manual. Windsor 1983
- Publishing by microcomputer: its potential and its problems. Ely, Cambs 1988
- The communications of career management: a workbook. Windsor 1988